# Яків Блонницький
Яків Блонницький (*7 лютого 1711, Орловець — †25 квітня 1774, Київ) — український церковний діяч, мовознавець, перекладач, педагог. Склав граматику церковно-слов'янської мови і лексикони греко-слов'янський та слов'яно-греко-латинський. Випускник та викладач Києво-Могилянської академії.

## Біографія
Народився в Україні, в сім'ї священика.
З 1724 р. навчався в Києво-Могилянській академії, викладачеві якої, Симону Тодорському, зобов'язаний знанням східних мов.
У 1729 році прийняв чернечий постриг і через деякий час був висвячений в сан ієромонаха.
У 1740–1741 рр. навчальному році викладав у Києво-Могилянській академії.
У 1741 році призначено вчителем риторики в Тверську духовну семінарію.
З 18 травня 1742 р. — префект семінарії.
У 1743 році виклопотав звільнення і пішов у Лубенський Мгарський монастир.
Наприкінці 1743 р. за рекомендацією митрополита Рафаїла Заборовського був призначений викладачем грецької мови в Слов'яно-греко-латинську академію.
Тут ієромонах Яків написав для навчальних цілей коротку грецьку граматику і переклав «Енхірідіон» Епіктета (рукопис невід.), до якого існував значний інтерес як в давньоруської писемності, так і в XVIII столітті.
У серпні 1745 р. Синод визначив Якова помічником архімандрита Іларіона Григоровича в комісію по виправленню слов'янської Біблії; останній в 1747 році відмовився від роботи над перекладом, і надалі Яків співпрацював з Варлаамом Лащевським і Гедеоном Слонімським. У роботі цієї комісії Яків брав участь до травня — червня 1748 р.
У червні 1746 р. Яків разом з Іларіоном Григоровичем оглянув «Требник» і «Чин приєднання до православ'я іновірців»; після 1748 р. перевів твір «Про небесну і церковної ієрархії» Псевдо-Діонісія Ареопагіта і трактат «Про Собор, який був в 1672 р. в Єрусалимі, проти помилок кальвіністів». Переклав книгу Івана Золотоустого «Про священство».
17 червня 1748 р. Синод відіслав ієромонаха Якова «для проживання і для переводу церкві святій весняних книг і вживання перепису нуждних скриптів» в Білгород до тамтешнього архієрею Іоасафа (Горленка).
У 1751 році «за вчинене оним Блонницьким по духовній справі злочин» (суть справи невідомо) Іоасаф відправив його в Святогірський Успенський монастир із забороною здійснювати богослужіння.
8 серпня 1751 р. втік з монастиря в Грецію на Афон в Зографський болгарський монастир. Указ Синоду про розшук Якова зберіг його словесний портрет: «… зростання середнього, обличчям смаглявий, круглолік, волоса на голові чорні малі, мови тонклявой, мало шепетлів».
На Афоні Яків продовжував філологічні праці: він зіставив з грецькими оригіналами близько 40 слов'янських книг і на підставі отриманого матеріалу став складати грецько-слов'янські та слов'яно-греко-латинські словники; крім того, Яків працював над граматикою церковнослов'янської мови.
У 1761 році, скориставшись маніфестом Петра III про прощення винних, Яків повернувся до Москви, в Чудівський монастир, привізши з собою розпочаті на Афоні праці. Просячи прощення за самовільну відсутність, Яків сподівався, що йому дозволено буде жити в Москві і докінчити свої твори. Синод відправив Якова в Київ спочатку в Пустинно-Миколаївський монастир, а пізніше в Михайлівський Золотоверхий монастир і повелів йому завершити роботу над лексиконами і граматикою, визначивши «в міркуванні <…> його праць в їжі і змісті мати належний проти протчая братії респект». При цьому тричі на рік належало доносити до консисторії про поведінку ієромонаха Якова.
У березні 1763 р. «Граматика поклику старого і славного мови Славенської» ієромонаха Якова була розглянута трьома київськими ченцями; за отриманими зауваженнями Яків виправив її і в липні 1767 р. просив дозволу самому відвезти граматику і лексикон в Москву для схвалення. У березні 1768 р. граматику Якова зажадав Синод, але не дав йому при цьому дозволу приїхати в Санкт-Петербург. У 1773 р. Яків знову просив дати йому можливість особисто представити Синоду граматику і лексикон і знову отримав відмову. У лютому 1774 р. граматика була відіслана в Синод, а лексикони залишені для засвідчення в Києво-Могилянській академії.
Помер 25 квітня 1774 р. в Києво-Братському училищному монастирі.

## Праці
Уклав словники — «Лексиконъ еллинославенскій» та «Лексиконъ славено-еллино-латинскій».
Як писав Блонницький, у двох готових частинах «Лексикона славено-еллино-латинского» було близько 50 000 реєстрових слів, а всього до нього мало увійти близько 80 000 вокабул. Словники не були надруковані, їхня доля невідома.
На Афоні Блоницький написав і 1763 р. в Києві доопрацював свою книгу «Грамматіка нова стараго и славнаго Азыка славенскаго…». Рукопис пам'ятки зберігається у Центральному державному історичному архіві (Петербург).